# Ла-Баронні
Ла-Баронні (фр. La Baronnie) — муніципалітет у Франції, у регіоні Верхня Нормандія, департамент Ер. Ла-Баронні утворено 1 січня 2016 року шляхом злиття муніципалітетів Гарансьєр i Кессіньї. Адміністративним центром муніципалітету є Гарансьєр. Населення — 749 осіб (01.01.2021).